# Іркутський обласний художній музей
Іркутський обласний художній музей імені В. П. Сукачова (рос. Иркутский областной художественный музей) — художній музей в місті Іркутськ (Росія).

## Історія
Основою колекції музею була картинна галерея міського голови Іркутська Володимира Платоновича Сукачова, зібрана ним в кінці XIX століття. Фонди музею налічують понад 23 000 творів живопису, графіки, скульптури, декоративно-ужиткового мистецтва.
Музей розташовується в декількох історичних особняках у центрі міста; також до складу музею входить садибний комплекс з парком і дерев'яними будівлями:
- Двоповерховий кам'яний особняк з парком у центрі міста (вул. Леніна, 5), 1905—1907, архітектор Д. Р. Магід. Експозиції російського і західноєвропейського мистецтва XVII — початку XXI століття, мистецтва країн Сходу (Китай, Японія, Монголія) XIV—XX століть. Сьогодні це головна будівля музею. Зупинка громадського транспорту «Художній музей».
- Двоповерховий кам'яний особняк у центрі міста (вул. Карла Маркса, 23), 1893, архітектори Г. В. Розонов, В. А. Рассушин, В. А. Кудельський та ін.; двоповерховий кам'яний особняк у центрі міста (вул. Карла Маркса, 25), 1880—1882, перший власник — І. І. Базанов, пізніше — А. Б. Воллернер. Експозиція сибірського мистецтва XVII — початку XXI століття і галерея для виставок. Зупинка громадського транспорту «Гастроном № 1»
- Садиба В. П. Сукачова[1] — парк в центрі міста з розташованими на його території дерев'яними будинками і альтанками (вул. Грудневих Подій, 112). Раніше садиба належала безпосередньо В. П. Сукачову, однак за радянських часів занепала. На початку XXI століття частина будівель повністю відновлена. Відтворено зимовий сад, більярдна кімната, стайня, головний будинок та ін. Сьогодні в садибі розташовується меморіально-художня експозиція сім'ї В. П. Сукачова, проводяться різні виставки. Зупинка громадського транспорту «Садиба Сукачова».
- Садиба А. Н. Гіндина в центрі Іркутська (вул. Свердлова, 16). Тут розміщується Галерея скульптури. Зупинка громадського транспорту «Художній музей».

## Колекція
Унікальний розділ колекції — рідкісне зібрання пам'яток найдавніших культур Прибайкалля (дрібна пластика — «палеолітичні Венери», неолітичні антропоморфні та зооморфні зображення). Розділ давньоруського мистецтва (ікона, дерев'яна скульптура, мідне лиття XV — початку XX століття) включає ікони московських, новгородських, псковських, афонських майстрів, а також найцінніше зібрання ікон та дерев'яної скульптури сибірських майстрів.
Російське мистецтво XVIII — першої половини XIX століття представлено портретом (П. Ротарі, Ф. Рокотов, Д. Левицький, В. Боровиковський, В. Тропінін та ін.), пейзажем (С. Щедрін, Ф. Матвєєв, Д. Левицький, В. Тропінін і ін.). Російське мистецтво другої половини XIX століття — картинами І. Шишкіна, І. Рєпіна, В. Сурикова, В. Полєнова, В. Маковського та ін.
Колекція російського мистецтва XX століття представляє всі основні напрямки та угруповання: «Світ мистецтва», «Союз російських художників», «Бубновий валет», «4 мистецтва», «Московські живописці» та ін. Особливий інтерес представляє колекція творів іркутських художників (Н. Андрєєв, А. Жібінов, А. Вичугжанін, А. Рубцов, А. Алексєєв, А. Костовський, В. Смагін, В. Кузьмін, Р. Новикова, Б. Десяткин, Н. Вершинін та ін.). Найцінніша частина колекції — російська графіка, декоративно-ужиткове мистецтво (у тому числі, роботи фірми Фаберже).
Збірка західноєвропейського мистецтва презентує полотна майстрів Італії, Голландії, Фландрії, Франції, Німеччини, Австрії, мистецтво XVII—XX ст., у тому числі, картини Г. Тербрюггена, Г. Сегерса, Ф. Воувермана, Доменікіно й ін. Прекрасний розділ колекції — мистецтво країн Сходу (Китай, Японія, Монголія: бронза, емалі, гравюри, фарфор та ін.)

## Цікаві факти
Одним з найбільш цінних творів в колекції музею — картина «Жебрачка. Дівчинка-рибалка», написана І. Ю. Рєпіним 1874 року. Роботу придбав безпосередньо В. П. Сукачов під час відвідування майстерні художника. У середині XX століття картиною зацікавилася Третьяковська галерея. Іркутському музею було запропоновано обміняти «Дівчинку-рибачку» на іншу роботу Рєпіна і два портрета Сурикова. Олексію Фатьянову, який тоді очолював музей, у результаті довгих переговорів вдалося відстояти право Іркутського музею на свою картину. Сьогодні «Жебрачка. Дівчинка-рибалка» є «перлиною» художнього музею ім. В. П. Сукачова.
Ще одна дивовижна історія пов'язана з картиною А. О. Пластова «Вечеря трактористів». Вперше цей твір з'явився на Всесоюзній виставці 1952 року, де зазнав критики за «захоплення мальовничістю на шкоду ідейному змісту». Центральні музеї інтересу до «Вечері трактористів» не проявили, а Іркутський художній музей подав заявку на картину, і робота Пластова вирушила до Іркутська.
Після «хрущовської відлиги» у мистецтвознавців, що називається, відкрилися очі. 1955 року картина була тимчасово передана в ГТГ на виставку з гарантією повернення. Але пройшло більше семи років, а Третьяковська галерея картину не повертала. За легендою з вимогою повернути картину в Іркутськ міська громадськість на чолі з директором музею О. Фатьяновим дійшла до М. С. Хрущова, який підтримав сибіряків, вказавши, що картину слід повернути «енергетичному центру Сибіру». Пізніше, 1961 року, Пластов написав повторення «Вечері трактористів», яке зараз знаходиться в Третьяковці.

## Галерея

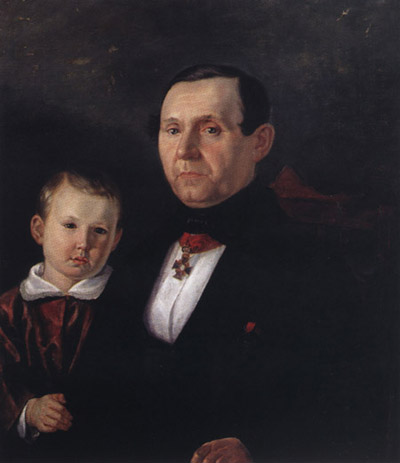
Михайло Пєсков. «Портрет П.П. Сукачова з сином Володимиром»
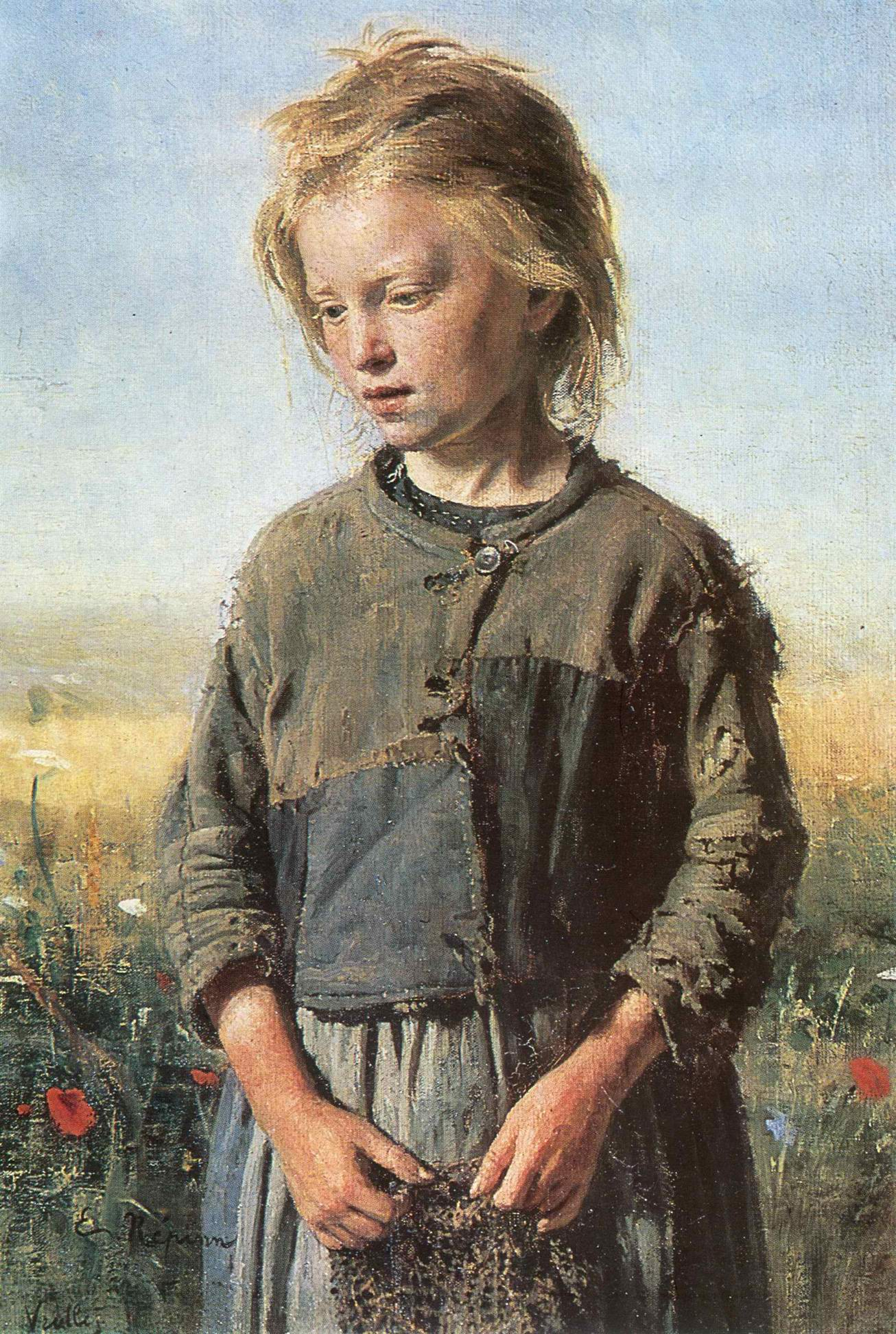
Ілля Рєпін. «Дівчинка-рибалка»
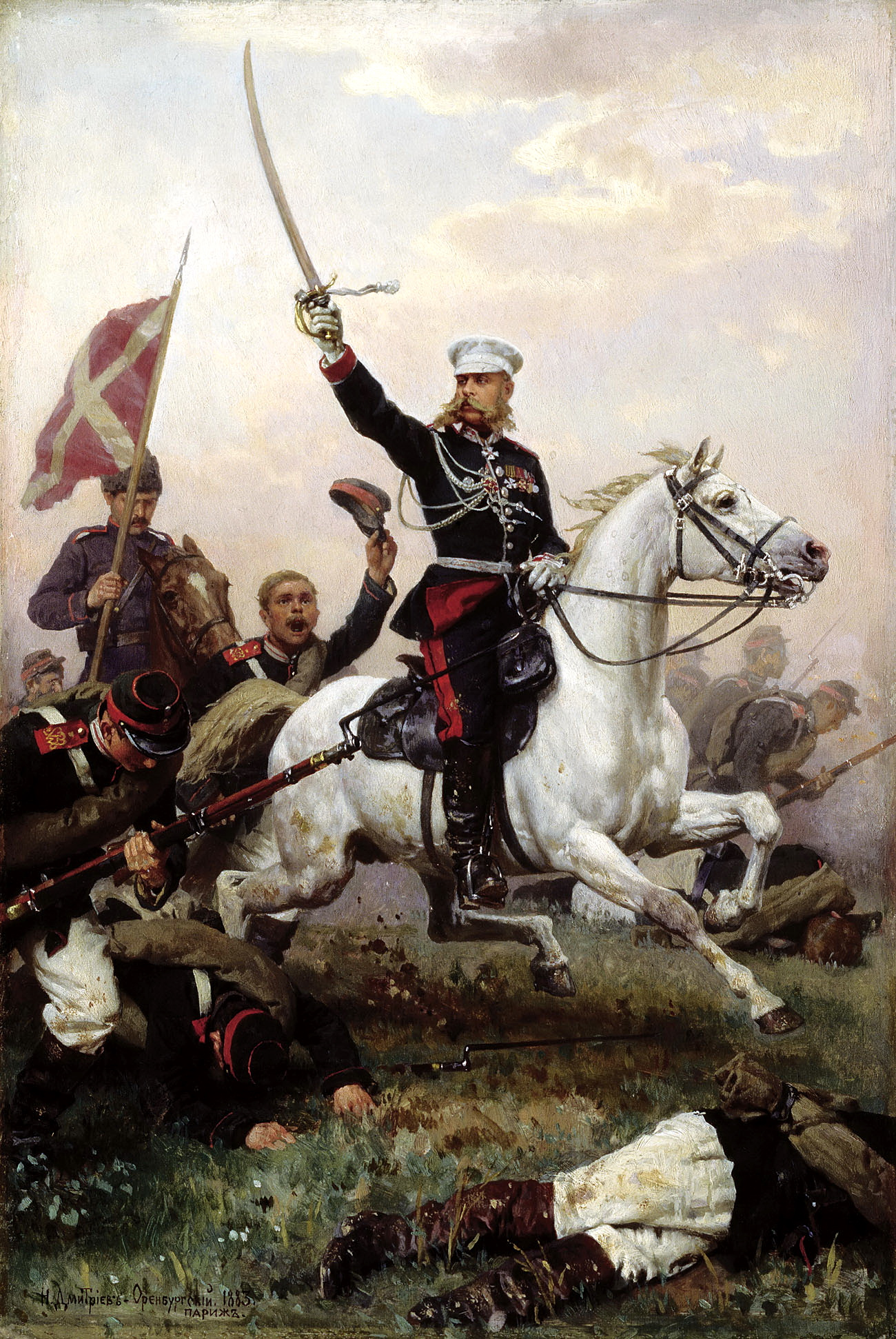
Микола Дмитрієв-Оренбурзький. «Генерал Скобелєв»
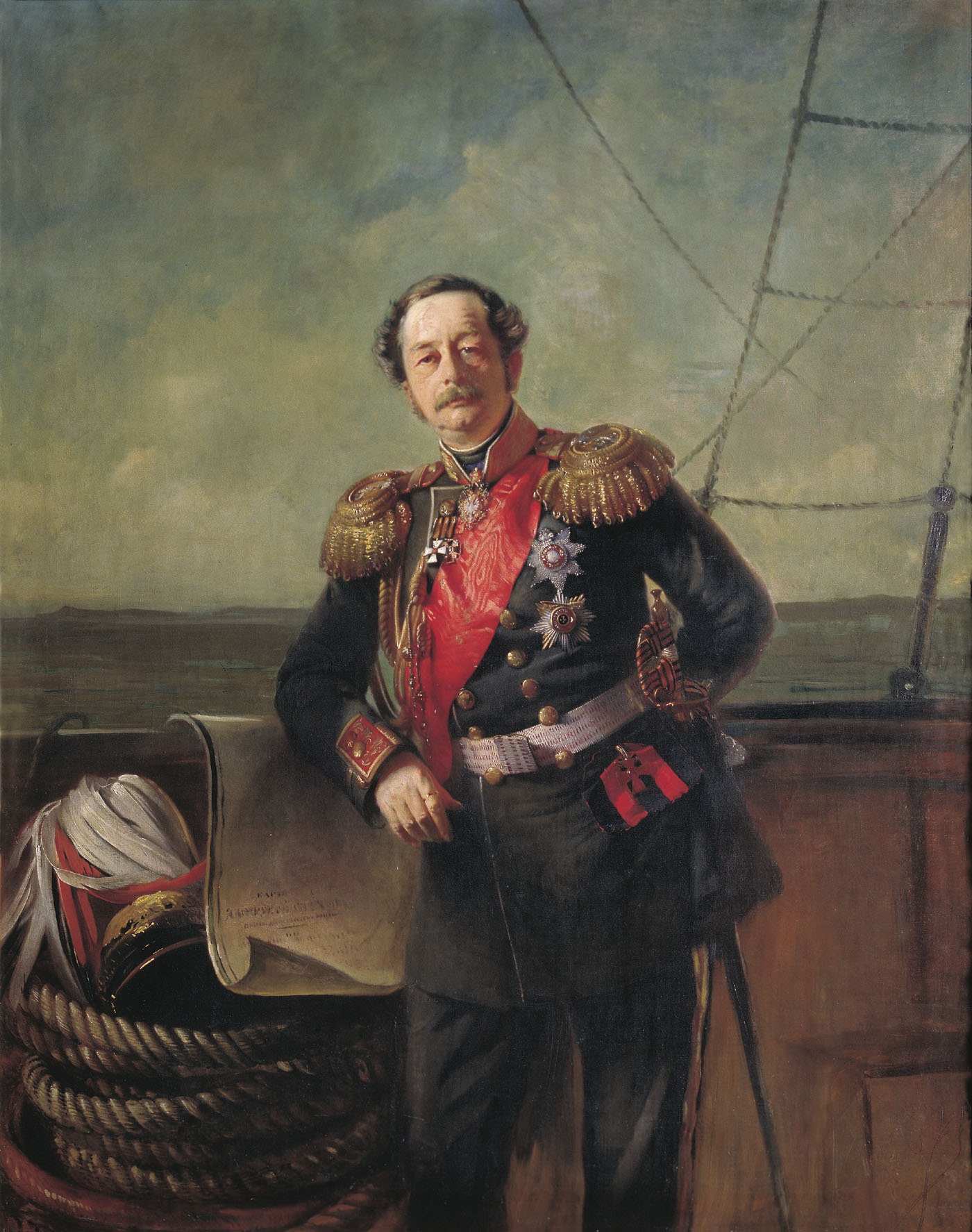
Костянтин Маковський. «Портрет Муравйова-Амурського»
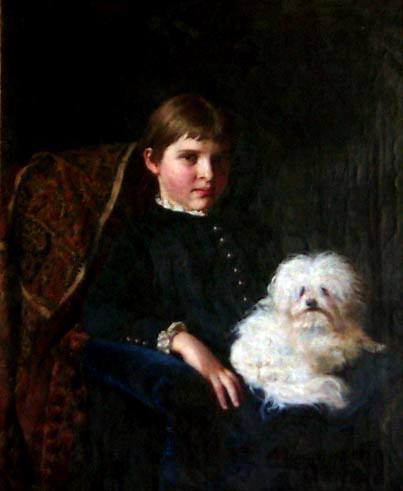
Микола Кузнецов. «Портрет Лелі Рукавишникової»
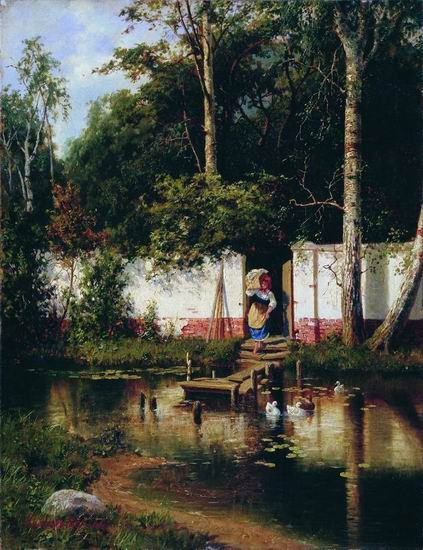
Олександр Кисельов. «Ставок»
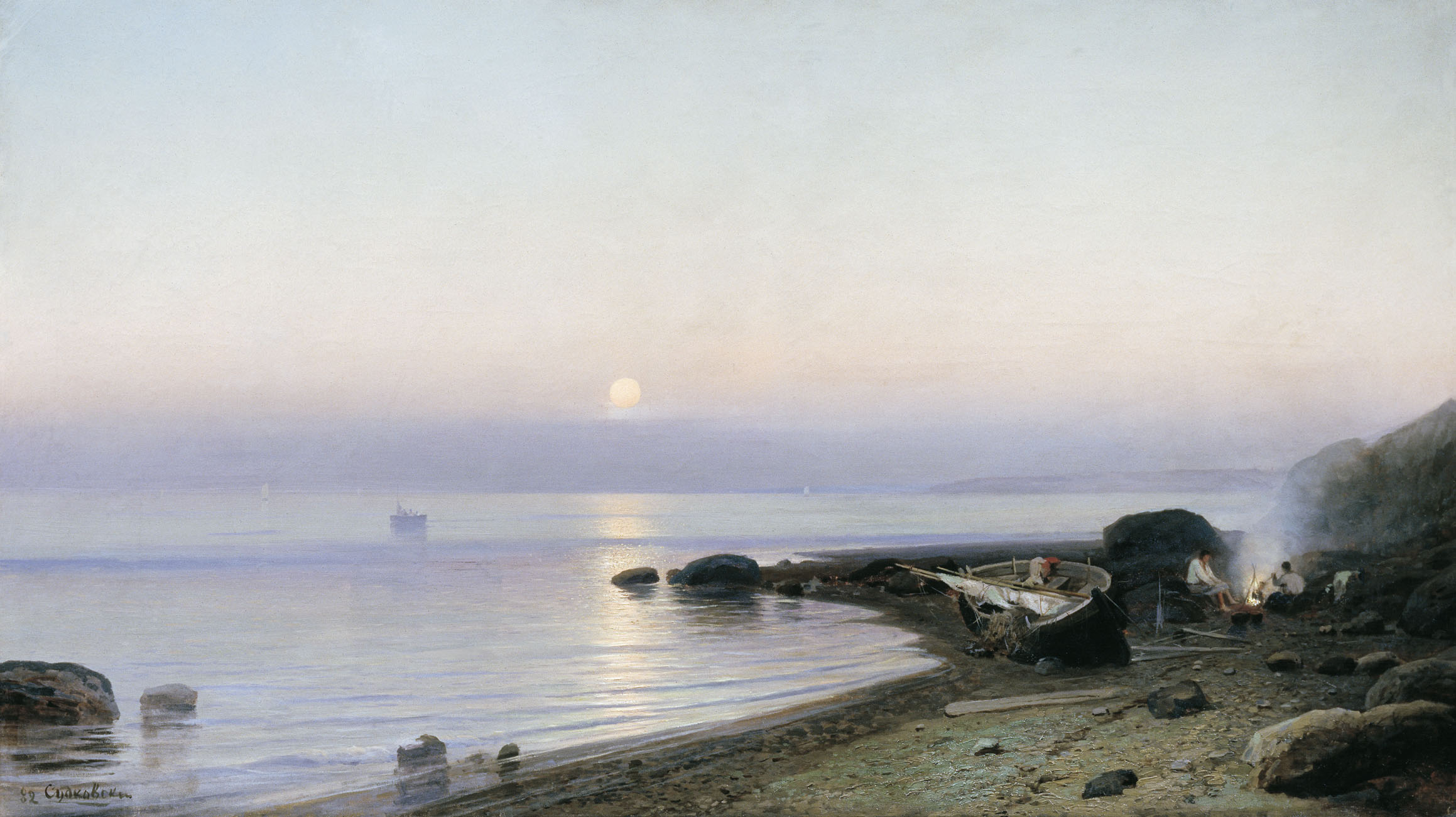
Руфін Судковський. «На березі моря»
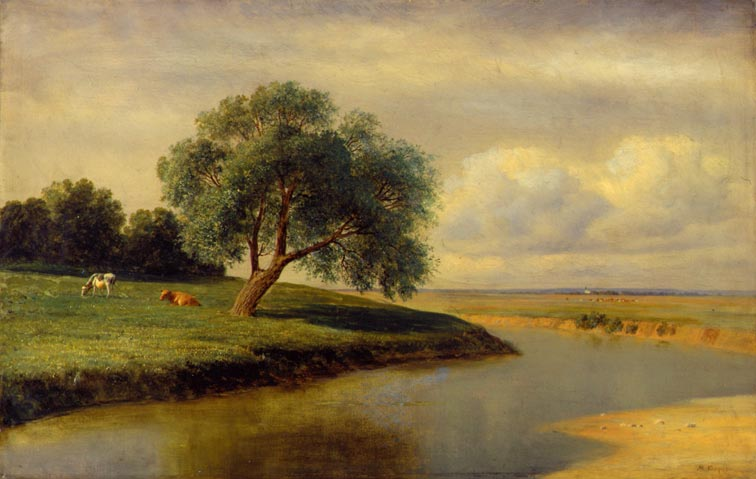
Михайло Клодт. «Волга біля Симбирську»
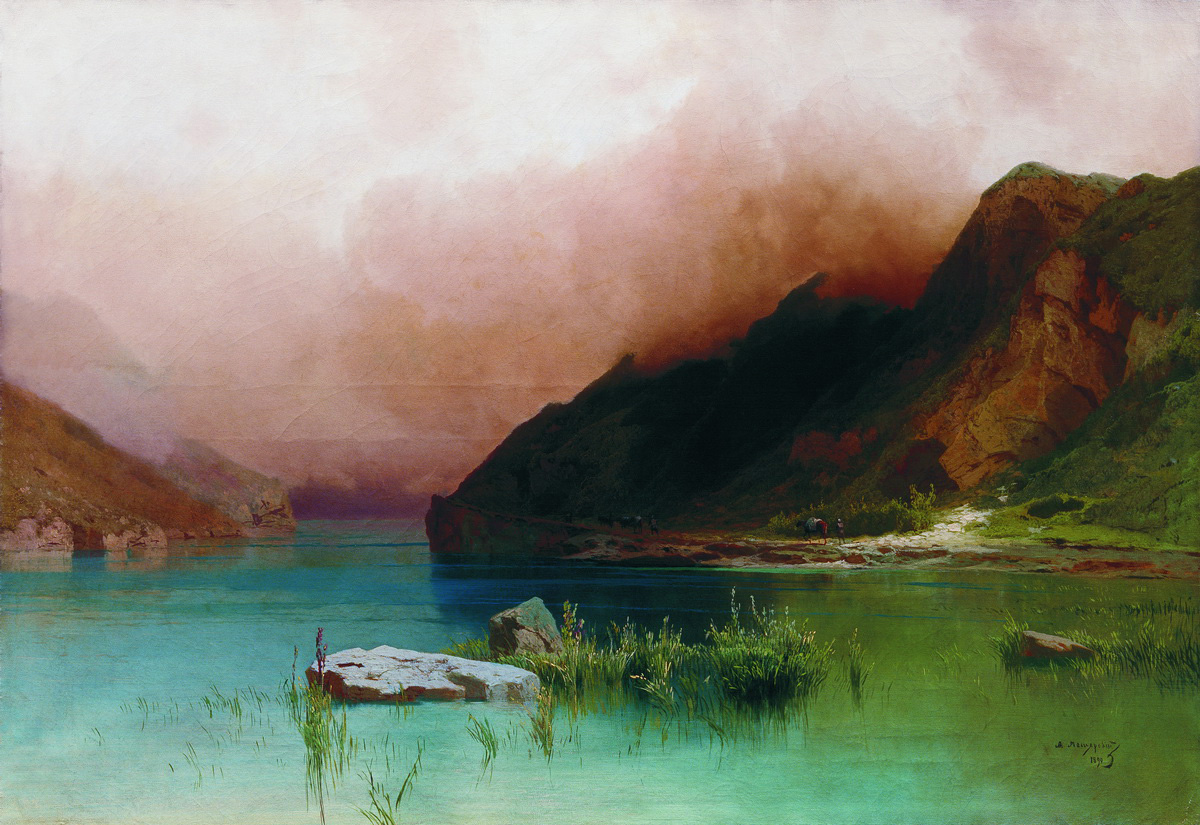
Арсеній Мещерський. «Озеро в Дагестані»
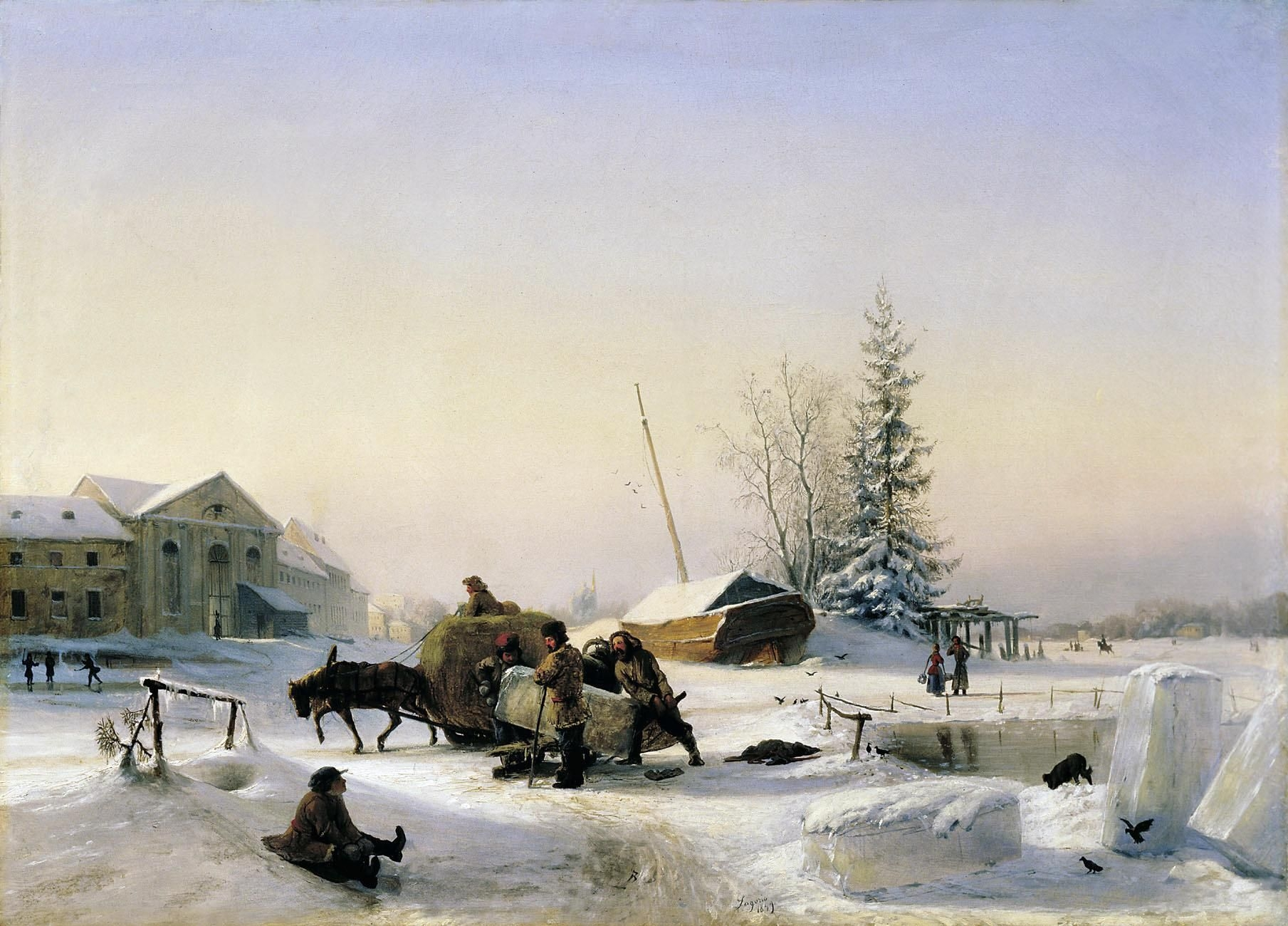
Лев Лагоріо. «Перевезення льоду»
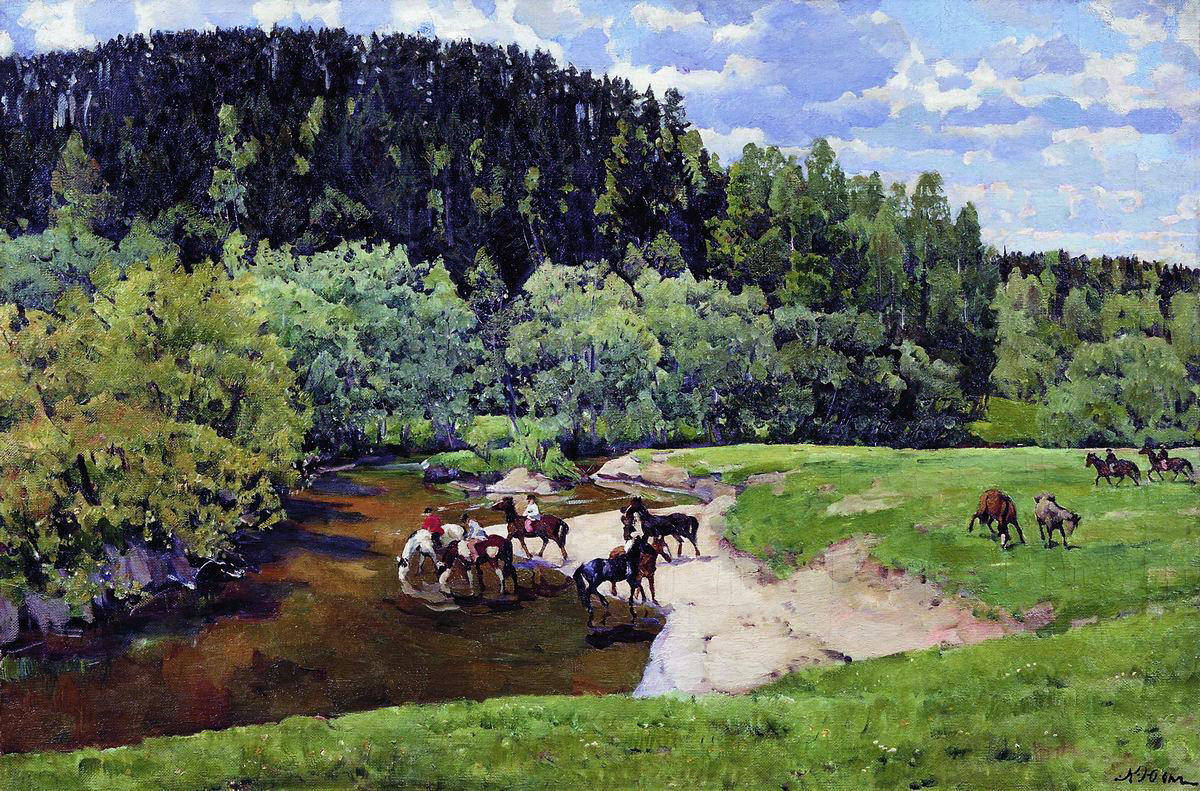
Костянтин Юон. «Водопій»
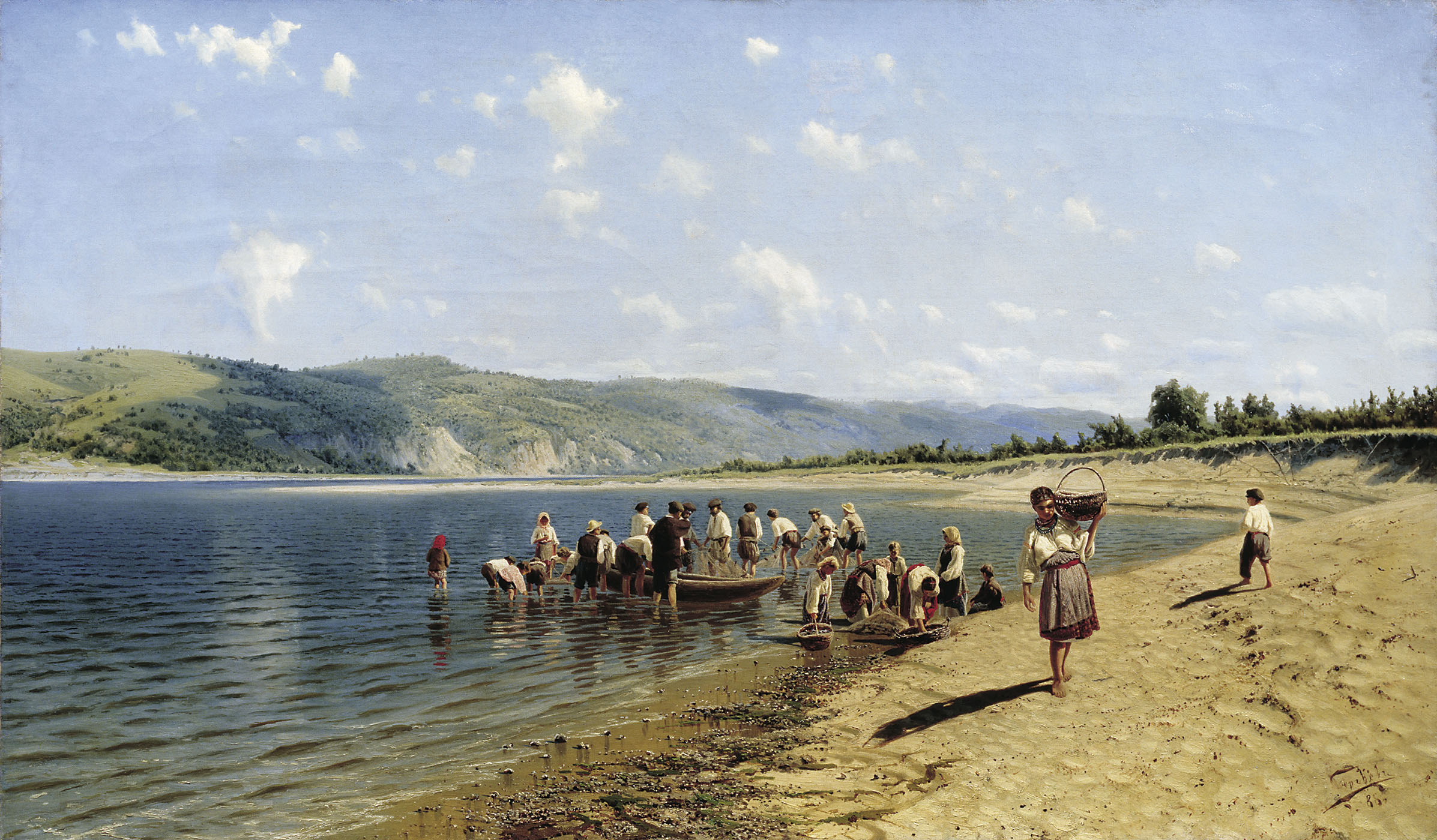
Микола Сергеєв. «Рибна ловля на Дніпрі»